# G3: Genes, Genomes, Genetics
G3: Genes, Genomes, Genetics (también denominado G3: Genes | Genomes | Genetics ) es una revista científica de acceso abierto ( utiliza la licencia  CC BY)  revisada por pares que se centra en la publicación rápida de investigaciones en los campos de la genética y la genómica como mapas genómicos, conjuntos de datos de asociación genómica y estudios de QTL. Es publicada por la Sociedad de Genética de América y fue establecida en 2011. La revista está resumida e indexada en MEDLINE y el Science Citation Index Expanded . La editora en jefe fundadora es Brenda Andrews ( Universidad de Toronto ). Actualmente (2025), la editora jefe es Lauren McIntyre (Universidad de Florida).
La revista tiene un factor de impacto (2019-2020) de 2781.